# 青山建築デザイン・医療事務専門学校

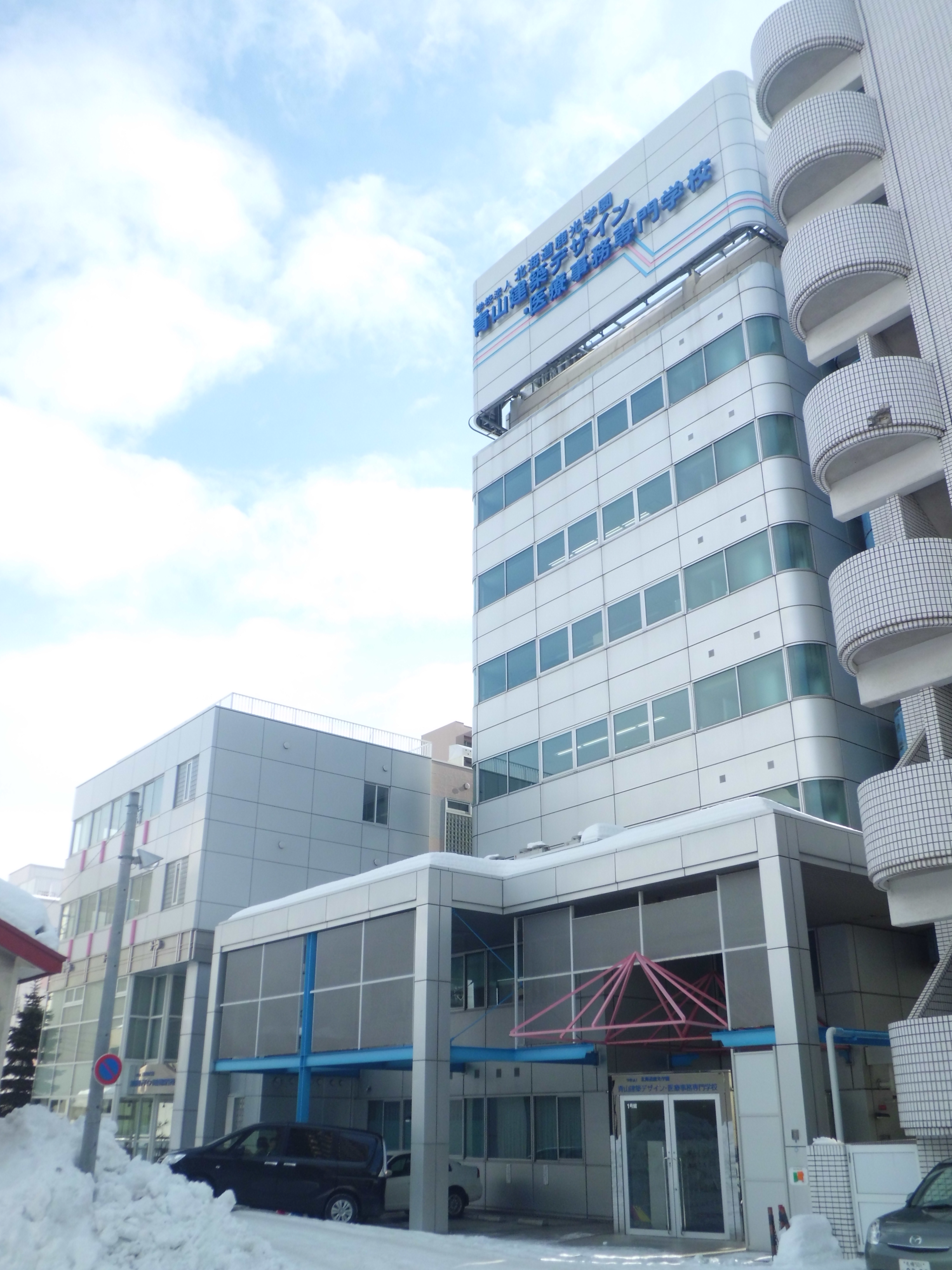
青山建築デザイン・医療事務専門学校

青山建築デザイン・医療事務専門学校（あおやまけんちくデザイン・いりょうじむせんもんがっこう）とは、北海道札幌市中央区北5条西14丁目1-42 にある北海道知事認可の専修学校。学校法人北海道鹿光学園が運営する。建築系、および医療事務系の学科をもち、国土交通大臣認定校、日本病院会認定校である。また建築系学科および医療事務系学科ともに職業実践専門課程に認定されている。

## 沿革
- 1986年4月 - 学校法人鹿光学園が青山製図専門学校の姉妹校として青山製図専門学校札幌校を開校する。
- 1987年2月 - 札幌校が学校法人北海道鹿光学園として北海道庁から認可される。
- 1989年3月 - 北海道知事より二級建築士および木造建築士の受験資格認定校として認可される。
- 1990年3月 - 建設大臣（現・国土交通大臣）より一級建築士の受験資格認定校として認可される。
- 1992年4月 - 二級建築士合格を目指す別科「建築研究科」設置。
- 1995年1月 - 2年制の各科に文部大臣より「専門士」の称号の付与が認定される。
- 2000年4月 - 青山工学専門学校札幌校から青山工学専門学校に校名を変更[1]。
- 2002年4月 - 商業実務分野「医療秘書科」「病院管理科」設置。
- 2003年4月 - 青山工学・医療専門学校に校名を変更[1]。
- 2004年5月 - 社団法人日本病院会より「診療情報管理士」養成校として認定される。
- 2006年4月 - 商業事務分野「診療情報管理士　専攻科」を設置。
- 2011年4月 - 青山建築デザイン・医療事務専門学校に校名を変更[1]。
- 2016年2月 - 文部科学省より「医療事務学科」職業実践専門課程に認定される。
- 2020年4月 - 文部科学省より「建築学科」「建築設計デザイン科」各コース職業実践専門課程に認定される。
- 2023年10月 - 一級建築士合格を目指す別科「建築研究科　一級建築士コース」を設置。

## 設置学科

### 建築系
- 建築学科
- 建築設計デザイン科
  - インテリアコース
  - デザインコース
- 建築研究科（いずれかの建築系学科 卒業生対象）・一級建築士コース　・二級建築士コース

### 医療事務系
- 医療事務学科
  - 医療秘書・クラーク・薬局事務コース
  - 医療事務・診療情報管理士コース
- 診療情報管理士 専攻科（診療情報管理士コース 卒業生を対象）